# Henning Dyremose
Henning Baunbæk Dyremose (født 22. december 1945 i Holstebro, søn af Kristian Sivert Dyremose født 10. januar 1901 og Erna Kirstine Karsgaard Baunbæk født 9. marts 1907) er en forhenværende dansk konservativ politiker og minister, forhenværende administrerende direktør og bestyrelsesformand i TDC. Han er far til Charlotte Dyremose, der ligeledes er konservativ politiker.

## Familie
Henning Dyremose blev født i Holstebro som sjette barn i en arbejderfamilie, hans forældre og storebror meldte sig under besættelsen ind i det danske nazist parti DNSAP, familiemedlemmerne står opført i Bovrup-Kartoteket, faren stod ligeledes opført i Det sorte Kartotek, der var en fortegnelse over ca. 20.000 personer, hvis bankkonti efter krigen blev spærret af Nationalbanken. I 1963 blev han student fra Struer Statsgymnasium og umiddelbart efter fulgte et år på high school i Washington, USA.
Under studierne til civilingeniør (kemi) ved DTH giftede han sig – med kongebrev, idet han ikke var fyldt 21 – i 1966 med Elly, med hvem han i 1977 fik datteren Charlotte Dyremose. Under studierne, som afsluttedes i 1969, ernærede han sig som bartender på Dyrehavsbakken.
Første fuldtidsjob blev som konsulent i IKO-Konsulent A/S, hvor Dyremose blev i tre år til 1973. Imens blev der tid til at gennemføre HD-uddannelsen i organisation. Herefter fulgte to job i Novo Nordisk-koncernen, først som chef for økonomi- og planlægningsstaben i Novo Industri A/S (til 1983) og herefter som marketingdirektør i Novo Enzymdivision frem til 1986.

## Politisk karriere
I 1979 valgtes Dyremose til Folketinget for Det Konservative Folkeparti, hvor han i 1982-83 blev ordfører. Forløbet ledte til to ministerperioder:
- 1986-1989 som arbejdsminister i regeringerne Poul Schlüter I, II og III.
- 1989-1993 som finansminister i regeringerne Poul Schlüter III og IV.

Ved regeringens fald efter Tamilsagen nævntes Dyremose i nogle døgn som statsministerkandidat, men de Radikale ville ikke lade en borgerlig regering fortsætte, og han blev i stedet atter ordfører. Efter syv måneders konkurrence med Hans Engell om magten i folketingsgruppen trak Dyremose sig ud af politik.

## Erhvervskarriere
Første job efter det politiske forløb blev som administrerende direktør i trækoncernen Dalhoff Larsen og Horneman A/S, hvor han blev i fem år.
I 1998 hentedes Dyremose til Tele Danmark – nu TDC – hvor opgaven var at omstille den et halvt år tidligere privatiserede koncern til markedsvilkår, således at den ville kunne klare sig i et liberaliseret telemarked. Opgaven har sammen med senere omstillinger været barsk med flere fyringsrunder. Efter et stormfuldt forår 2006 hvor kapitalfonden NTC opkøbte majoriteten af TDC's aktier med det erklærede formål at afnotere selskabet fra børsen, fratrådte Dyremose i juni 2006 stillingen som administrerende direktør for at blive bestyrelsesformand i TDC frem til 2008.
Henning Dyremose blev i den forbindelse genstand for en diskussion i medierne. Han fik ved sin fratræden som chef en bonus på 36 millioner kr. med op til 15 mill. kr. ekstra i forhold til selskabets samlede økonomi. Medieomtalen i sommeren 2006 blev et vendepunkt i Henning Dyremoses ellers succesfulde karriere, da han gang på gang havde understreget, at han absolut ingen planer havde om at trække sig fra TDC. 
Siden 2005 Dyremose været formand for interesseorganisationen Dansk Industri, hvor han siden 1998 har været medlem af hovedbestyrelsen. Dyremose er desuden formand for Danmarks Eksportråd siden maj 2004.

## Hæder
Dyremose blev 28. oktober 1987 tildelt ordenen kommandør af Dannebrogordenen.
I 2005 blev han kåret til prisen som Årets leder, der uddeles af organisationen Lederne.